# Белое (озеро, Алтайский край)
Белое — озеро тектонического происхождения, залегающее в широкой котловине Колыванского хребта в Курьинском районе Алтайского края на высоте 539 м над уровнем моря. С 2010 года озеро имеет статус памятника природы в границах береговой линии.
Находится к северо-востоку от горы Синюха, на территории Колыванского сельсовета.
По состоянию на 2022 год озеро имело следующие морфометрические характеристики: длина — 2,382 км, средняя ширина — 1,226 км, площадь — 2,99 км², средняя глубина — 4,6 м, наибольшая глубина — 6,87 м, объём — 13,76 млн м³. Акватория круглой формы, максимальная глубина достигается к югу от острова в центральной части. Лежит в гранитных берегах с юга и в сланцевых с востока и с севера.
В озеро впадают два ключа, Озёрный на юго-востоке и безымянный на северо-востоке. Площадь водосборного бассейна озера — 14,2 км². С северо-западной стороны из озера вытекает река Белая, приток Локтевки в бассейне Чарыша. В месте выхода реки сооружена бетонная плотина, поднявшая до определённого уровня сток воды.
В центре озера находится остров, состоящий из гранитных скал, на котором по местной легенде печатал монеты, втайне от императрицы Елизаветы Петровны, крупнейший уральский промышленник Акинфий Демидов.
Преобладающими видами рыб в озере являются плотва, окунь, гольян, ёрш, а также встречаются линь и щука. По берегам заросли кустарника: тальник, жимолость, калина, карагана, шиповник.
В окрестностях распространена горно-степная растительность, с северо-запада подходит сосновый бор. На северо-западном берегу озера находится посёлок имени 8 марта.
Озеро имеет научное, рекреационное, ресурсно-охранное, водоохранное эстетическое значение.

## Данные водного реестра
По данным государственного водного реестра России относится к Верхнеобскому бассейновому округу, водохозяйственный участок — Обь от слияния рек Бия и Катунь до города Барнаул, без реки Алей, речной подбассейн — бассейны притоков (Верхней) Оби до впадения Томи. Речной бассейн — (Верхняя) Обь до впадения Иртыша.